# Luis Valdés Cavanilles
Luis Valdés Cavanilles, a veces escrito Cabanillas, (1874 - Madrid, 13 de abril de 1950) fue un militar español, participante en el golpe de Estado militar contra la II República que desembocó en la guerra civil española, donde tuvo un importante protagonismo. Al inicio de la misma, fue nombrado miembro de la Junta Técnica del Estado que asumió el gobierno del país, en calidad de Gobernador General.

## Biografía

### Orígenes
Valdés Cavanilles era descendiente de una familia nobiliaria de Villaviciosa (Asturias), herederos del título del Marquesado del Real Transporte. Su padre fue Rafael de Valdés y Monés, y su madre María de la Concepción de Cavanilles y Vigil, que a su vez era hija de un diputado, y descendiente del célebre botánico Antonio José de Cavanilles.
Militar de Estado Mayor, ascendió a Comandante del cuerpo en abril de 1913. En octubre de 1924, siendo ya Coronel, fue destinado a Larache, en el Protectorado español de Marruecos, como Jefe de Estado Mayor de la Comandancia, en plena guerra del Rif y en una zona bajo asedio de los rebeldes rifeños. Al año siguiente se produjo el Desembarco de Alhucemas, que puso fin a la guerra y pacificó temporalmente la región.
En 1927, ya con la graduación de General de Brigada, y con el cargo de jefe de la sección de asuntos militares de la Dirección General de Marruecos y Colonias, realizó una expedición a las posesiones de la Guinea Española, junto con un técnico neerlandés, para estudiar las posibilidades de explotación de la colonia. El estudio fue reflejado en 1928 en el libro Memoria Redactada Por El General De Brigada D. Luis Valdes Cavanilles Referente al Viaje Realizado a Las posesiones Españolas Del Golfo De Guinea Acompañado Del Técnico Holandés M. Van der Stok Para El Estudio De Todas Las Posibilidades de Explotaciones.
En mayo de 1931, y acogiéndose a la Ley Azaña, solicitó y le fue concedido el pase a la reserva, como otros muchos generales descontentos con las nuevas políticas de la República para el ejército. Siendo padre de cinco hijos, enviudó el 19 de mayo de 1933, en que falleció su esposa Matilde Arroyo Jalón.

### Guerra Civil y posterior
Al estallar la guerra civil española en julio de 1936, se incorporó inmediatamente a la sublevación, siendo nombrado en agosto Gobernador Militar de la provincia de Salamanca. Tras llevar a cabo la toma de localidades abulenses como Navalperal, Hoyo de Pinares y Cebreros, Valdés Cavanilles quedó al mando del sector norte del frente madrileño, estableciendo su cuartel general en Ávila. Participó en la operación para la toma de Madrid llevada a cabo el 6 de octubre de 1936, al mando de un contingente de 5.000 hombres cuyo objetivo fue llevar a cabo un ataque de distracción mientras las columnas de Varela y Yagüe atacaban por las carreteras de Toledo y Mérida. El ataque fue repelido por las fuerzas republicanas, y el frente quedó estancado hasta el final de la guerra. No obstante, el ataque de la columna de Valdés Cavanilles logró ocupar el 18 de octubre la localidad madrileña de Robledo de Chavela.
En diciembre de 1936 fue nombrado Gobernador General de la Junta Técnica del Estado, uno de los puestos de mayor relevancia, en sustitución de Francisco Fermoso Blanco. En 1937 reprendió al dirigente falangista José Antonio Girón por la indiscriminación con que la formación estaba llevando a cabo la represión en las zonas conquistadas, haciéndole responsable a partir de ese momento de los asesinatos que cometieran.
Desde su puesto llevó a cabo la localización de personas adscritas al Frente Popular o a la Masonería que siguieran participando de la vida institucional y ostentando cualquier tipo de cargo, la mayoría de los cuales fueron sumariamente ejecutados.
Tras la disolución de la Junta en enero de 1938, y debido a su edad, no volvió a ocupar ningún puesto político de protagonismo. En 1939 participó en la procesión de Covadonga, llevando a la Virgen de Covadonga, que había sido recuperada en París. En 1944, el régimen le concedió la gran cruz de la Orden de Isabel la Católica. Falleció en Madrid, el 13 de abril de 1950.

## Imputado por crímenes contra la humanidad y detención ilegal
En 2008, fue uno de los treinta y cinco altos cargos del franquismo imputados por la Audiencia Nacional en el sumario instruido por Baltasar Garzón por los presuntos delitos de detención ilegal y crímenes contra la humanidad que supuestamente habrían sido cometidos durante la guerra civil española y los primeros años del régimen de Franco. El juez declaró extinguida la responsabilidad criminal de Valdés cuando recibió constancia fehaciente de su fallecimiento, acaecido cincuenta y ocho años antes. La instrucción de la causa fue tan polémica que Garzón llegó a ser acusado de prevaricación, juzgado y absuelto por el Tribunal Supremo.